# Храми Бродів
Хра́ми Бродів.
Броди — багатоконфесійне місто, в якому розташовується значна кількість храмів та інших культових споруд релігійних громад різних конфесій.

## Католицизм

### Українська греко-католицька церква
| Назва                                                 | Конфесія | Роки спорудження  | Розташування, координати                                                                                  | Фото | Короткі відомості |
| Церква Воздвиження Чесного Животворящого Хреста       | УГКЦ     | 1596              | вул. Стуса, 9 50°4′58.20″ пн. ш. 25°8′45.67″ сх. д. / 50.0828333° пн. ш. 25.1460194° сх. д.               |      | Костел Воздвиження Чесного Животворящого Хреста у м. Броди закладено 1596 року. Будівля вміщувала близько 2,5 тисяч осіб. Храм пережив три пожежі — у 1693, 1849 та 1859 роках, після кожної з них він відновлювався та розширювався. У 1946-1993 роках в його приміщенні містилася спортивна школа, а пізніше був переданий громаді УГКЦ. Під час проведення ремонтних робіт зовнішній вигляд костелу був сильно спотворений добудовою трьох куполів. |
| Церква святого Юра                                    | УГКЦ     | XVI—XVII століття | вул. Юріївська, 11 50°5′8″ пн. ш. 25°8′36″ сх. д. / 50.08556° пн. ш. 25.14333° сх. д..                    |      | В рукописних матеріалах храм вперше згадується 3 та 18 травня 1628 року. Під час перебудови храму у другій половині XIX століття вежу дзвіниці розібрали, тоді ж до північної стіни східної частини церкви зробили прибудову та південні двері. Через декілька років після другої світової війни храм було закрито та розграбовано. Споруда була передана у власність міськторгу, який влаштував там склад. Згодом церкву було відновлено та урочисто посвячено 4 грудня 1990 року. |
| Церква Пресвятої Трійці                               | УГКЦ     | 1744              | вул. Великі Фільварки, 21 50°04′51.46″ пн. ш. 25°09′28.84″ сх. д. / 50.0809611° пн. ш. 25.1580111° сх. д. |      | Церква Святої Трійці пережила за свою історію не одну реставрацію. Головний престол з унікальною іконою Святої Трійці був встановлений у 1829 році. З 1960-х років церква перебудована під клуб. У 1994 році в церкві проводиться нова реконструкція. Реставраційні роботи всередині та зовні церкви проводилися за проектом архітектора Богдана Кіндзельського. За його задумом встановили новий іконостас з використанням окремих елементів старого (XVIII століття). |
| Храм Собору Пресвятої Богородиці                      | УГКЦ     | 1995              | вул. Тернопільська, 29А 50°04′16″ пн. ш. 25°09′49″ сх. д. / 50.07111° пн. ш. 25.16361° сх. д.             |      | Будівництво храму велося у 1991-1995 роках в урочищі «Липки». Храм Собору Пресвятої Богородиці з престольним празником святої Теклі Первомучениці освячено 6 серпня 1995 року. Чин освячення церкви здійснив Преосвященніший Владика Михайло (Колтун). Парафія належить до УГКЦ. |
| Церква-каплиця Пресвятої Богородиці Владичиці України | УГКЦ     | 2005              | вул. Храпая, 4В 50°4′1″ пн. ш. 25°08′59″ сх. д. / 50.06694° пн. ш. 25.14972° сх. д.                       |      | Громада УГКЦ на Червоних Казармах офіційно зареєстрована 7 липня 1995 року. Парафіяни власного храму не мали і тому тривалий час відвідували церкву Собору Пресвятої Богородиці та Святої Теклі, що на Старих Бродах. 2004 року громада звернулася до Міністерства оборони України з проханням виділення землі для будівництва власного храму. На початку 2005 року поблизу військової частини була виділена земельна ділянка під майбутній храм й туди була перенесена тимчасова капличка, що на початку 1990-х років виконувала функцію церкви на Старих Бродах. 6 листопада 2005 року єпископ Сокальський Михайло Колтун здійснив чин освячення каплиці во ім'я Пресвятої Богородиці Владичиці України. Парохом церкви є отець Богдан Вихор. При церкві діють «Молитовне братство святої Вервиці», «Харитативне братство», «Хлопці Вівтарної дружини». |
| Церква Покрова Пресвятої Богородиці                   | УГКЦ     | 2008              | вул. Й. Рота 50°4′16″ пн. ш. 25°08′20″ сх. д. / 50.07111° пн. ш. 25.13889° сх. д.                         |      | |
| Церква-каплиця Митрополита Андрея Шептицького         | УГКЦ     | 2012-2020         | на розі вулиць Андрея Шептицького та Конюшківської                                                        |      | У липні 2012 року єпископ Михаїл Колтун освятив місце, де було закладено наріжний камінь під будівництво цієї каплиц |

### Римо-Католицька Церква в Україні
| Назва                                           | Конфесія | Роки спорудження | Розташування, координати                                                                 | Фото | Короткі відомості |
| Костел Воздвиження Чесного Животворящого Хреста | РКЦ      | 2008             | вул. Залізнична, 46 50°4′36″ пн. ш. 25°08′27″ сх. д. / 50.07667° пн. ш. 25.14083° сх. д. |      | 1989 року місцевій римо-католицькій громаді міста було повернуто костел Воздвиження Чесного Животворящого Хреста, що знаходиться на сучасній вул. Стуса, але за три роки його передано греко-католицькій громаді. Тоді й було вирішено будувати новий мурований храм, але за частково зміненим проектом архітектора Я. Столярова. 19 вересня 1999 року архієпископ-митрополит Львівський Мар'ян Яворський освятив місце під будову костелу, а 22 травня 2010 року архієпископ-митрополит Львівський Мечислав Мокшицький консекрував новозбудований храм. |

## Православна церква

### Православна церква України
| Назва                                                  | Конфесія | Роки спорудження | Розташування, координати                                                                      | Фото | Короткі відомості |
| Різдва Пресвятої Богородиці                            | ПЦУ      | 1600             | вул. Франка, 14 50°5′06.22″ пн. ш. 25°8′41.72″ сх. д. / 50.0850611° пн. ш. 25.1449222° сх. д. |      | Історія виникнення храму сягає кінця ХVI століття, хоча часом її побудови вважається 1600 рік, а документальні згадки про храм походять з 1628 і 1630 років. Спочатку церква була дерев’яною і лише близько 1745–1749 років набула вигляду близького до сучасного. Після 1839 року до північної сторони вівтаря було прибудовано захристію. У ХІХ столітті на дзвіниці вмонтовано годинник. У 1902–1904 роках проведено реставрацію церкви за проектом С. Сперо. У першій половині ХХ століття святиню розмальовували маляри Анатоль Яблонський, Михайло Осінчук та Микола Федюк. У 1937–1938 роках притвор продовжено прибудовою. Значних пошкоджень під час другої світової війни церква не зазнала. Була діючою за радянських часів і завдяки цьому добре зберігся до наших днів. До грудня 2018 року Українська православна церква Київського патріархату |
| Церква-каплиця первоверховних апостолів Петра та Павла | ПЦУ      | 2010             | вул. Львівська, 34 50°4′7″ пн. ш. 25°09′15″ сх. д. / 50.06861° пн. ш. 25.15417° сх. д.        |      | До грудня 2018 року Українська православна церква Київського патріархату |
| Церква Успіння Пресвятої Богородиці                    | ПЦУ      | 2010             | вул. Коновальця, 10 50°5′15″ пн. ш. 25°9′20″ сх. д. / 50.08750° пн. ш. 25.15556° сх. д.       |      | До грудня 2018 року Українська автокефальна православна церква |

### Українська православна церква (Московський патріархат)
| Назва                                                                        | Конфесія | Роки спорудження | Розташування, координати                                                            | Фото | Короткі відомості                                                                                        |
| Храм священновеликомученика Володимира, Митрополита Київського та Галицького | УПЦ МП   | 2008-2010        | вул. Франка, 67 50°5′24″ пн. ш. 25°8′47″ сх. д. / 50.09000° пн. ш. 25.14639° сх. д. |      | У липні 2003 року громадою придбано земельну ділянку, а 7 лютого 2008 року завершено будівництво церкви. |

## Протестантизм
| Назва                                                                 | Конфесія | Роки спорудження | Розташування, координати                                                                | Фото | Короткі відомості |
| Каплиця Різдва                                                        | УПГКЦ    |                  | вул. Котляревського 50°4′54″ пн. ш. 25°9′14″ сх. д. / 50.08167° пн. ш. 25.15389° сх. д. |      |                   |
| Церква Християн Віри Євангельської                                    | УЦХВЄУ   | 2003-2009        | вул. Гончарська, 30 50°5′3″ пн. ш. 25°8′4″ сх. д. / 50.08417° пн. ш. 25.13444° сх. д.   |      |                   |
| Церква Адвентистів Сьомого Дня                                        | АСД      |                  | вул. 22 Січня, 55 50°4′42″ пн. ш. 25°9′3″ сх. д. / 50.07833° пн. ш. 25.15083° сх. д.    |      |                   |
| Зал Царства Свідків Єгови                                             | СЄ       | 2002             | вул. Й. Рота, 13 50°4′17″ пн. ш. 25°8′17″ сх. д. / 50.07139° пн. ш. 25.13806° сх. д.    |      |                   |
| Всеукраїнський Союз Церков Євангельських Християн-Баптистів (ВСЦ ЄХБ) | ВСЦ ХВЄ  | 1989-1993        | вул. 22 Січня, 72 50°4′34″ пн. ш. 25°9′8″ сх. д. / 50.07611° пн. ш. 25.15222° сх. д.    |      |                   |
| Міжнародний Союз Церков Євангельських Християн-Баптистів (МСЦ ЄХБ)    |          |                  | вул. Шевченка, 20 50°4′53″ пн. ш. 25°8′43″ сх. д. / 50.08139° пн. ш. 25.14528° сх. д.   |      |                   |

## Недіючі культові споруди
| Назва                                                                   | Конфесія | Роки спорудження | Розташування, координати                                                               | Фото | Короткі відомості |
| Бродівська Велика синагога                                              | Недіюча  | 1742             | вул. Гончарська, 8 50°4′57″ пн. ш. 25°8′28″ сх. д. / 50.08250° пн. ш. 25.14111° сх. д. |      | У 1742 році було розпочато будівництво. Наріжний камінь під «Велику» синагогу заклав Іцхак Горовіц, а кошти на її спорудження виділив Яков Іцкович. Збудована синагога була майже квадратною в плані спорудою оборонного типу. Головний молитовний зал був оточений нижчими прибудовами з півдня, заходу та півночі. У травні 1859 року синагога постраждала від великої пожежі, яка тоді знищила більшу частину Бродів. На початку ХХ століття проводились ремонтні роботи, про що свідчить напис на північному боці західної прибудови споруди, датований 1903 роком. Значних пошкоджень синагога зазнала під час другої світової війни: були втрачені південна і північна прибудови, зокрема, одноповерхова прибудова жіночого молитовного залу. В середині 1960-х років проведено ремонт споруди і приміщення синагоги облаштували під склад. Через постійне протікання даху будівлю перестали використовувати, і вона стала пусткою, що привело до швидкої руйнації. У 1991 році місцева влада намагалася провести реставрацію споруди з метою пристосування її для потреб Львівської картинної галереї. Однак, через складну економічну ситуацію, задум не був втілений. Тепер пам’ятка перебуває в аварійному стані й руйнується під впливом природних умов. |
| Колишня синагога                                                        | Недіюча  | XIX століття     | вул. Щурата, 9 50°5′4″ пн. ш. 25°8′45″ сх. д. / 50.08444° пн. ш. 25.14583° сх. д.      |      | Синагога побудована наприкінці XVIII — початку XIX століття. |
| Дерев'яна церква Собору Пресвятої Богородиці і Святої Теклі з дзвіницею | Недіюча  | 1743             | вул. Старобрідська 50°4′31″ пн. ш. 25°9′56″ сх. д. / 50.07528° пн. ш. 25.16556° сх. д. |      | Церква була збудована 1743 року в гуцульському стилі з великою банею у середині. У 1819 та 1907 роках проведено реконструкції храму, а 1928 року — придбаний дерев’яний престол, вирізьблений майстром Наконечним з Кам’янки Струмилової. У 1932–1934 роках церкву розмалювали майстри Олександр з Дітківців, його син, Луків та брат тодішнього пароха В. Гаврилюк. Під час війни в неї влучив снаряд і церква згоріла. Збереглася лише дерев'яна дзвіниця, яка нині потребує реставрації. 2010 року поруч з місцем при вул. Старобрідській, де колись стояла церква, встановлена невеличка каплиця. |
| Жіночий монастир Хариток                                                | Недіючий | XVIII століття   | Майдан Свободи, 5 50°4′58″ пн. ш. 25°8′49″ сх. д. / 50.08278° пн. ш. 25.14694° сх. д.  |      | Жіночий монастир Хариток (сестер милосердя або сестер жалібниць), що діяв при парафіяльному костелі, а само приміщення кляштору знаходилося в будинку при сучасному Майдані Свободи, 5. Про присутність хариток у цьому приміщенні ще й нині нагадують ніші у стінах під фігури святих, розташовані у внутрішньому подвір'ї будинку. Під час великої пожежі 1801 року монастир Хариток згорів, а сестри жалібниці, виїхали до Залізців. |
| Жіночий монастир Служебниць з каплицею                                  | Недіючий | XX століття      | вул. Низька, 17 50°4′33″ пн. ш. 25°9′33″ сх. д. / 50.07583° пн. ш. 25.15917° сх. д.    |      | В цьому будинку при сучасній вул. Низькій у першій половині XX століття містився кляштор та каплиця сестер Служебниць. Після того як під час війни згоріла дерев'яна церква Собору Пресвятої Богородиці, то у монастирській каплиці у 1944-1946 роках проходили служби греко-католицького обряду. Монастир був закритий у 1946 році, а нині у цьому приміщенні міститься Бродівський ДНЗ № 6 «Теремок». |
| Червоний кляштор                                                        | Недіючий | 1674             | вул. Залізнична, 6 50°4′58″ пн. ш. 25°8′36″ сх. д. / 50.08278° пн. ш. 25.14333° сх. д. |      | Комплекс будівель колишнього домініканського монастиря з костелом, що знаходився у 1674—1784 роках південніше площі Ринок, поблизу перехрестя сучасних вулиць Залізничної, Гончарської, Шевченка. Під час касаційних реформ австрійського уряду кінця XVIIІ століття, а саме у 1784 році костел було ліквідовано. Про те, що тут колись знаходився домініканський монастир ще до початку другої світової війни нагадувала назва невеличкої вулички Кляшторної, що проходила попід стінами колишнього кляштору, остаточно знищеного саме під час цієї війни. За радянських часів на місці монастиря спорудили будівлю «Універмагу». |

## Галерея

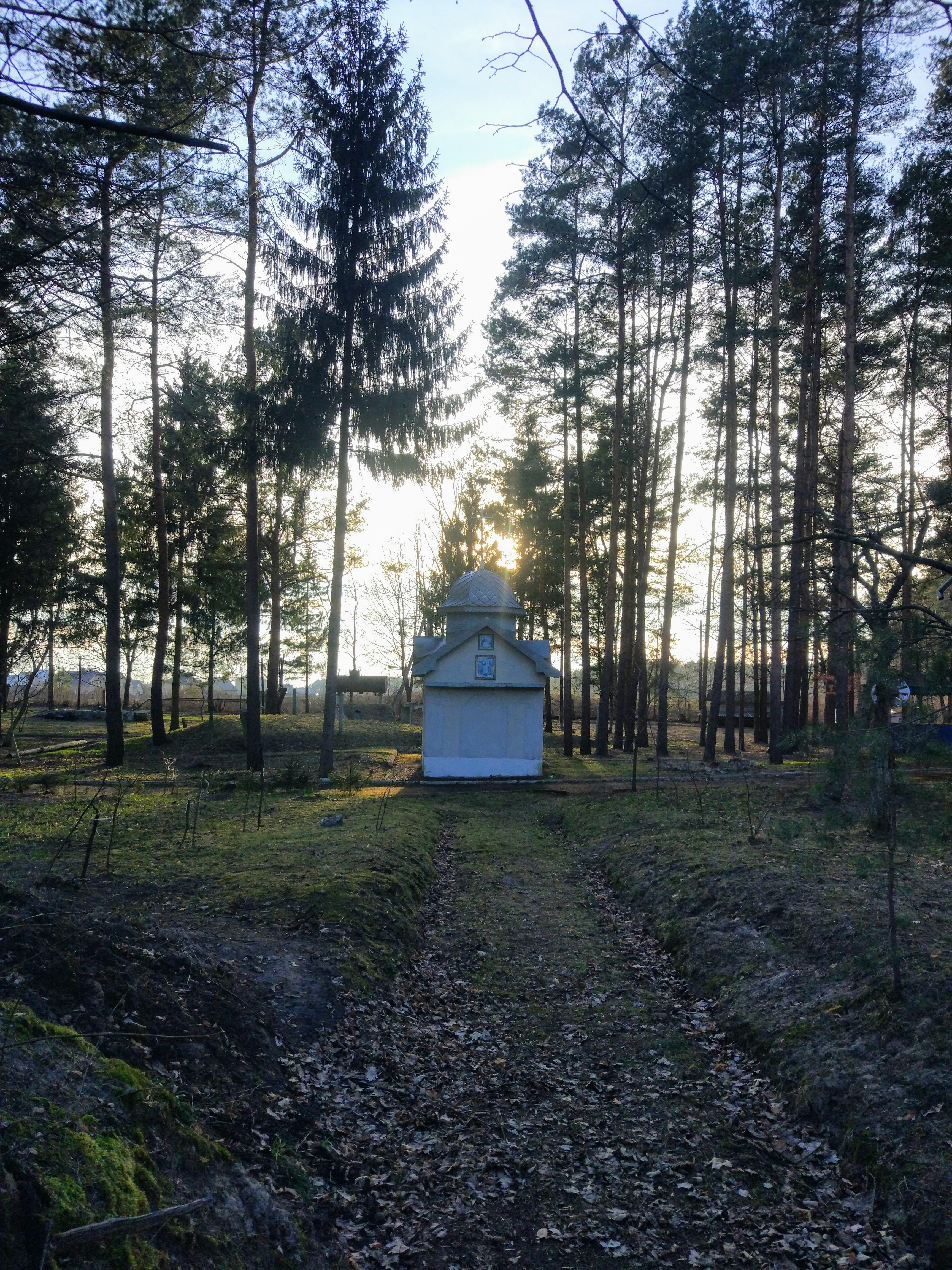
Каплиця на території навчально-консультаційного пункту НМЦ ЦЗ та БЖД
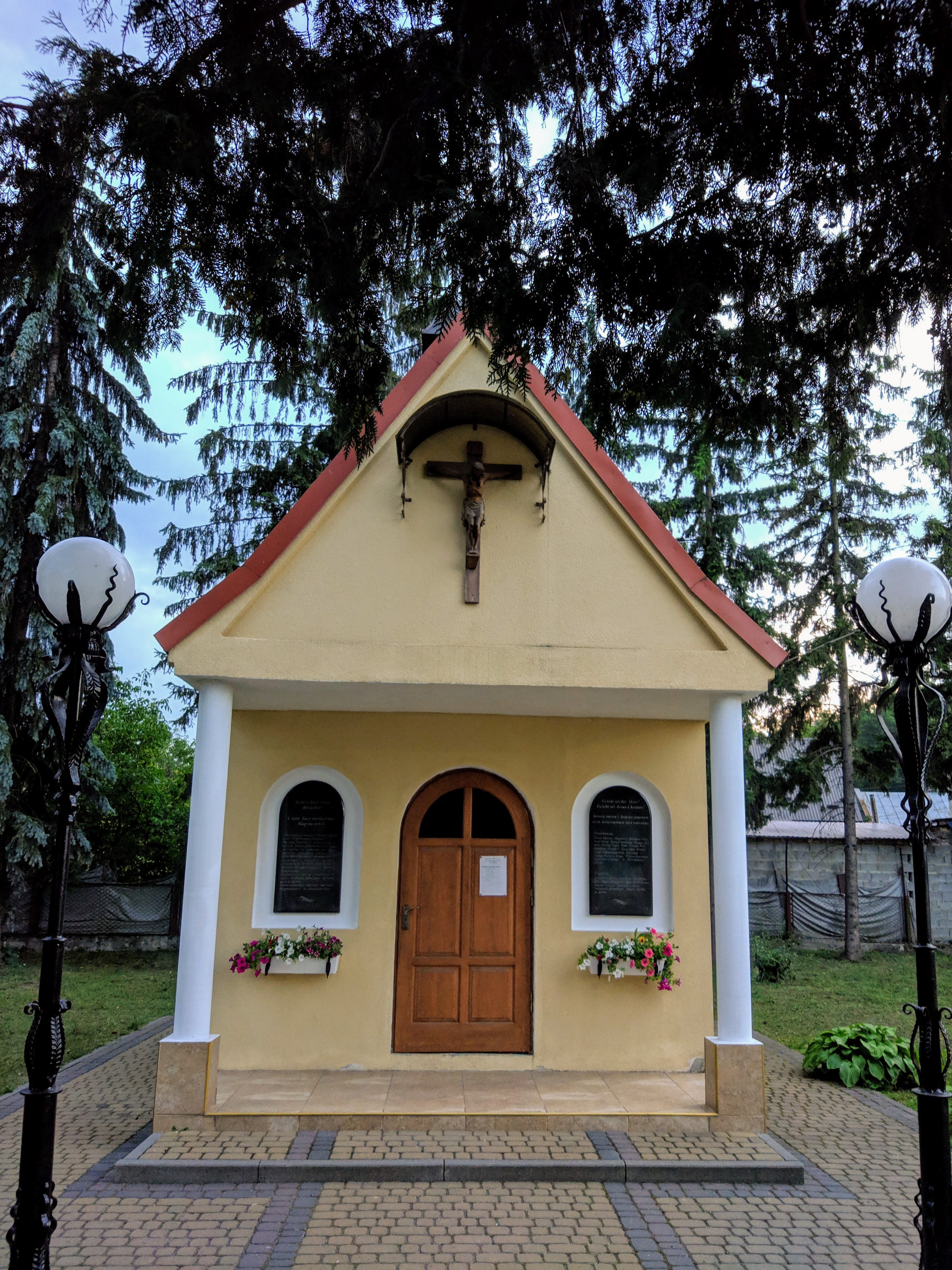
Каплиця на території ЦРЛ